# Dolmen du Port-aux-Moines
Le dolmen du Port-aux-Moines, appelé aussi dolmen de Men-Maria ou dolmen de la pointe de Men-Maria est un dolmen situé à Saint-Gildas-de-Rhuys dans le département français du Morbihan.

## Historique
Le dolmen est classé au titre des monuments historiques par arrêté du 16 avril 1969. En 1972, les travaux d'aménagement du parking sur le port menacent de le faire complètement disparaître. En 1978, une fouille de sauvetage du site est réalisée à l'occasion.

## Description
Le dolmen est du type dolmen à couloir.Il est orienté sud-ouest/nord-est. Le couloir est très court, il est légèrement décalé vers le sud-ouest. La chambre est légèrement trapézoïdale. Elle mesure environ 6,20 m de long. Le sol de la chambre est segmenté en deux parties par un seuil : la partie nord-est comporte un dallage en très bon état alors que dans la partie sud-est il n'en subsiste que quelques traces aux abords du seuil. Une partie du dolmen a été endommagée par la construction de la route. Les limites du cairn, très arasé, n'ont pas pu être reconnues.

## Mobilier archéologique
Les fouilles de 1978 ont permis de recueillir un riche mobilier archéologique constitué d'un ensemble de vases à épaulement, typiquement armoricain, mais avec un faciès chasséen, des vases globuleux, un outillage lithique (une lame retouchée, une armature de flèche en forme de losange, de nombreux éclats) et osseux (deux aiguillons aménagés à partir de dards de raie pastenague).